# Виртуозы Якутии
Государственный ансамбль скрипачей Республики Саха (Якутия) «Виртуозы Якутии» — созданный при Высшей школе музыки РС(Я) в 1994 году. Лауреат 7-ми международных конкурсов, за 25 лет своей творческой деятельности дал более 2500 концертов в 29 странах Америки, Европы и Азии:
Ансамбль скрипачей «Виртуозы Якутии» - победитель и лауреат 7-ми международных фестивалей – конкурсов:
- международного фестиваля-конкурса им. Е.А.Мравинского в Санкт-Петербурге (1998г.);
- музыкального фестиваля «Музыкальные недели Тура» (Франция) (2000г.);
- 2 Международного фестиваля «Звуки и краски мира» в Санкт-Петербурге (2002 г.);
- Гран-при международного музыкального фестиваля в Кремоне (Италия) (2004г.);
- Гран-при международного музыкального фестиваля в г. Мишкольц (Венгрия) (2005 г.);
- международного фестиваля в Мулин Д`Андэ (Франция) (2006г.)
- международного конкурса «Шабыт» в Астане (Казахстан) (2010г.).
Начиная с 1996 г. ансамбль ежегодно выступает в Москве и Санкт-Петербурге, где за прошедшие годы дал более 60 и 70 концертов соответственно.
В репертуаре ансамбля более 140 произведений разных эпох, жанров и стилей.
Ансамбль выпустил 7 компакт-дисков.
«Виртуозы Якутии» – единственный музыкальный коллектив из регионов России имел честь представлять свое искусство на 300-летии Санкт-Петербурга в конце мая 2003 г. 10 концертных выступлений на лучших площадках (в Тронном зале Екатерининского дворца, на площади Искусств, на открытии фонтанов в Петергофе, на открытии Михайловского замка, на открытии выставки «300 лет Санкт-Петербургу», БКЗ «Октябрьский» и др.) имели триумфальный успех, отмеченный 4-х разовым показом по ЦТ и Санкт-Петербургскому телевидению и благодарственным письмом председателя оргкомитета 300 на имя Президента Республики Саха (Якутия).
В июле 2003 г. ансамбль принял участие в фестивале оперного искусства памяти Ф.И.Шаляпина. Вот что писала общероссийская пресса об этом, еще одном творческом достижении молодого коллектива:
«Изюминка фестиваля – ансамбль скрипачей «Виртуозы Якутии», который в последние годы стал своеобразной визитной карточкой Республики Саха (Якутия) как в России, так и за рубежом. Ими выпущены два диска и они желанные гости на любых фестивалях.» (журнал «Новое время» №32 10 августа 2003 г.) «Ансамбль скрипачей «Виртуозы Якутии» уникальный и очень успешный коллектив» (газета «Известия» № 119 9 июля 2003 г.).
Свой 10-летний юбилей ансамбль отметил творческой поездкой в Москву и Санкт-Петербург в январе 2004 г. Два сольных концерта в Большом зале им. Е. Светланова Московского Международного Дома Музыки (по приглашению мэра Москвы Ю.М. Лужкова) и Концертном зале им. П.И.Чайковского; в Большом и Малом залах Московской государственной консерватории с оркестром «Московия» под управлением народного артиста СССР Э.Грача; сольные концерты в Санкт-Петербурге - достойно увенчали период формирования профессионального коллектива.
Более десяти центральных СМИ и 3 телеканала освещали юбилейные концерты, а Всемирная служба радио «Голос России» на более чем 150 стран мира передала в эфир 47 минутную передачу на английском языке об ансамбле скрипачей: «И в залах стоял стон, и московская публика клокотала…». 
            Овациями принимал зал Штаб-квартиры ЮНЕСКО в Париже в июне 2005 г. выступление ансамбля в рамках Дней Республики Саха (Якутия), посвященных  10-летию Евросоюза; 6 концертов в Париже и Страсбурге и Почетный диплом от постпредства и консульства РФ в Совете Европы  “За важный вклад в укрепление позитивного облика России”.
          Признавая исключительное значение деятельности ансамбля скрипачей Высшей школы музыки РС(Я) в развитии духовной культуры народов республики Указом Президента РС(Я) от 30 декабря 2005 г. ансамблю присвоен статус Государственного ансамбля скрипачей Республики Саха (Якутия) “Виртуозы Якутии”.
          Первое выступление ансамбля, как государственного, состоялось 6 января 2006 г. в честь визита Президента РФ В.В.Путина в Якутск. На пресс-конференции после концерта, под впечатлением игры ансамбля, В.В.Путин отметил: “Я с удовольствием слушал выступление ансамбля скрипачей Высшей школы музыки, что называется “любо-дорого посмотреть”.
          Министр культуры РФ А.С.Соколов, находясь в Якутске, услышал выступление ансамбля и сказал: “Ансамбль скрипачей “Виртуозы Якутии” уже сейчас можно включать в любую декаду российского искусства за рубежом”.
          2006 год ознаменовался продвижением ансамбля на восток. Были покорены Монголия и Китай. 10 концертов за 10 дней и самые лестные приглашения на гастроли по Китаю. Посол РФ в Китае, приглашая ансамбль на прием послов всех стран в Китае, заявил: “Мы хотим показать всем послам мира, что такое молодая Россия”.
         По приглашению Президиума Сибирского отделения Академии наук РФ ансамбль выступил на юбилейных мероприятиях, посвященных 50-летию создания, в г. Новосибирске.
        «Выступления Вашего уникального коллектива явились великолепным украшением праздника сибирской науки и заслужили восхищенные отзывы многочисленных гостей Академгородка, прибывших на праздник из разных стран мира» – поблагодарил ансамбль Председатель Президиума СО РАН академик Добрецов Н.Л.
           Летом 2007 г. ансамбль совершил полуторамесячные гастроли по разным городам Франции и Италии, имевшие грандиозный успех у взыскательной французской и итальянской публики.
         Вершиной оценки творческой деятельности ансамбля стала итоговая передача года телеканала «Культура» о главных музыкальных событиях страны «Музыка – 2007», которая началась с представления ансамбля «Виртуозы Якутии», как «коллектива уникального и очень интересного» и выступления его в зале П.И.Чайковского.
         И снова радио «Голос России» на все страны мира выпустило в эфир весьма солидную передачу, характеризующую ансамбль как явление «невиданное, немыслимое, чудесное…».
         Высокая честь выступить с сольным концертом 7 июня 2008 г. на закрытии фестиваля «В гостях у Ларисы Гергиевой» во Владикавказе была оказана ансамблю «Виртуозы Якутии». «Я хочу  познакомить вас с чудом. Это чудо – ансамбль скрипачей из Якутии. Меня трудно чем-либо удивить. Но они меня поразили. Это запредельный уровень». «Выступление ансамбля стало украшением и достойным завершением фестиваля» – заявила Лариса Гергиева по завершении фестиваля.
        «Мы имеем «Королей улиц», но русские имеют «Королей вселенной» – такая высокая оценка мастерству ансамбля была дана в бюллетене международного Мотовунского кинофестиваля в Хорватии после 3 концертов «Виртуозов» в Загребе и Мотовуне в июле 2008 г.
           Свой 15-летний юбилей ансамбль «Виртуозы Якутии» отметил беспрецедентным юбилейным гастрольным туром по всем 7 федеральным округам России и Южной Корее.
Впервые молодежный музыкальный коллектив страны совершил столь масштабное турне. 42 концерта в 28 городах! От Москвы до Владивостока.
Всероссийский телеканал «Культура» произвел съемку концерта ансамбля в Большом зале Московской  консерватории и  в течение года 10 раз выдавал в эфир в разных форматах.
С 20 по 30 сентября 2010 года ансамбль принял  участие в культурной программе  Всемирной выставки «ЭКСПО-2010» в Шанхае (Китай), где за 9 дней дал 9 концертов и имел честь выступить в концерте в «ЭКСПО Центре» перед Президентами России и Китая Дмитрием Медведевым и Ху Цзинь Тао.
Гастрольный тур по Казахстану (Павлодар, Астана, Алматы) в ноябре 2010 года, помимо восторженной реакции зрителей, ознаменовался победой (I место) на Международном конкурсе камерных ансамблей «Шабыт» в Астане. «Стены этого зала давно (пожалуй, со времен приезда С.Рихтера) не слышали таких оваций и не наблюдали таких восторгов.» (Газета «Новое время» г.Павлодар)
2010 год ансамбль завершил участием в бенефисе н.а. СССР Эдуарда Грача, посвященном 80-летию великого артиста в Концертном Зале им. П.И.Чайковского и концерте 10 съезда Союза композиторов России, посвященном 50-летию создания.
«Ансамбль совершенно уникальный. На сегодняшний день он является гордостью российского искусства. Концерты Ансамбля всегда проходят с потрясающим успехом».
                                                                            н.а. СССР, профессор МГК им. П.И.Чайковского Э.Грач.
  «Выступления якутских скрипачей неизменно вызывают восхищение самых строгих музыкантов и критиков. Буквально сенсационными стали концерты Ансамбля в Москве, Петербурге, Париже и многих других городах у нас в стране и за рубежом».
                                                            з.д.и. РФ, профессор МГК им. П.И.Чайковского Т.Гайдамович.
«Ансамбль потрясает осмысленностью раскрытия содержания сочинений, темпераментом, музыкальной увлеченностью и профессиональным владением инструментами».
                                                                       н.а.РФ, профессор Санкт-Петербургской консерватории
                                                                                                                     А.Вавилина-Мравинская.
«То, что мы увидели, поражает настолько, что остается только развести руками. Это нечто особенное. Это высочайшее мастерство и совершенно новая методика обучения».
                                                                      з.д.и.РФ, педагог ЦМШ г. Санкт-Петербурга С.Шальман.
«Это молодая жемчужина, зрелая в профессиональном отношении. Ни в коем случае их нельзя терять, иначе их приобретут другие страны. Они, конечно, принадлежат всему человечеству, но в первую очередь принадлежат России».
                                                                                                      Начальник отдела МИД РФ К.Долгов.
«Выступление ансамбля достойно Эрмитажа».
                                                          академик, директор государственного Эрмитажа М.Б.Пиотровский.
Концертный     сезон 2010-11гг. ознаменовался проведением 6-ти тематических концертов по программе абонемента «Антология «Виртуозов Якутии», в которых было исполнено 80 музыкальных произведений репертуара ансамбля. В сезоне 2011-12гг. ансамбль продолжил цикл концертов по программе абонемента «Искусство, покоряющее сердца».
           В конце 2011г. и начале 2012г. ансамбль совершил гастрольное турне, посвященное 380-летию вхождения Якутии в состав Российского государства и основанию г.Якутска.
           Аншлаговые концерты прошли в Ярославле, Большом Зале Московской консерватории, Смольном соборе Санкт-Петербурга совместно с «Терем-квартетом», Академической Капелле  Санкт-Петербурга, а также пяти городах Якутии. Телеканал «Россия. Культура» в очередной раз заснявший концерт ансамбля в Большом Зале Московской консерватории, выдал в эфир часовую передачу «Концерт в  БЗК. «Виртуозы Якутии», а затем ежемесячно включает в свои программы концерт ансамбля в разных форматах.
           «Выступление молодых дарований – мощное по эмоциональности и силе эстетического воздействия стало настоящим художественным праздником для израильских ценителей классической музыки.» - так оценил концерт ансамбля в Тель-Авиве руководитель представительства Россотрудничества в Израиле в марте 2012 года.
В октябре-ноябре 2012 года ансамбль совершил крупное гастрольное турне по США. 20 тысяч слушателей 20 городов 12 штатов открыли для себя искрометное искусство якутских скрипачей и, стоя, продолжительными овациями просили их играть на бис и возвращаться снова.
"Я в музыкальном бизнесе уже 46 лет, и я не могу припомнить шоу, которое является таким же замечательным и зрелищным, как это! Абсолютно потрясающе! - Джон Фолин, Миннеаполис (John Folin, Allied Concerts Services, MN)
" Потрясающая программа! Я ожидала, что она будет хорошей, но она определенно превысила мои ожидания. Все было первоклассно! Фантастически! По шкале от 1 до 10, они 12! Никогда не слышала, чтоб так много хлопали до и после антракта. Привезите их вновь! - Джен Райнер, Пенсильвания  (Jen Rynier, Willow Street, PA)
Любителям музыки 14 городов подарил свое искусство ансамбль в 2013 году: тут и Москва, Ярославль, Эйлат (Израиль), Улан-Удэ, Владивосток, Чита, Сургут, Ханты-Мансийск, и якутские Верхневилюйск, Покровск, Нижний Куранах, Намцы, Бердигестях, Майя.  
В сентябре – октябре 2014 ансамбль провел гастрольный тур (14 концертов) в Бразилию, Аргентину, Чили Колумбию, Эквадор, Гватемалу.
«Вчерашний концерт был великолепен! Это был настоящий большой успех! Публика была счастлива и покинула зал действительно взволнованной и благожелательной. Скрипачи продемонстрировали свою виртуозность и  люди были поражены.» - Грасина Невес, Витория, Бразилия (Gracinha Neves, Vitoria, Brazil)
В январе 2015 года ансамбль принял участие в юбилейных мероприятиях, посвященных 50-летию со дня основания Мирнинского района РС(Я) (4 концерта).
«Дорогами Победы» - так назывался театрализованный концерт, который ансамбль подарил зрителям и посвятил 70-летию Великой Победы 9 мая 2015 года.
В августе месяце ансамбль четырьмя концертами открыл новый концертный зал в г.Харбин (Китай), после чего дал концерты в г.Маньчжурия (Китай) и г.Чите, посвященные 70-летию окончания Второй мировой войны. А также принял участие в джазовом фестивале. Затем по приглашению оргкомитета Восточного Экономического Форума, участвовал в культурной программе на острове Русском во Владивостоке.
Большими гастролями в Москве, Нижнем Новгороде, Казани, Екатеринбурге, Ярославле, а также Бостоне и Нью-Йорке в «Карнеги-Холле» ансамбль завершил 10-летний юбилей придания коллективу статуса государственного.
2016 год ансамбль открыл участием во Всемирной конференции Мира в Калифорнии, где имел 18 концертов в школах, университетах, больнице, церкви, официальных и неофициальных приёмах.
В октябре-ноябре, проехав по 29 штатам и перелетев с западного на восточное побережье и обратно, «Виртуозы Якутии» дали 17 концертов.
Незабываемое впечатление произвели молодые скрипачи из Якутии на американскую публику, открывшую для себя мир далекой Якутии на концерте в Российском центре науки и культуры в Вашингтоне.
Концерты в Нью-Йорке, Чикаго, Лос-Анджелесе и других городах подтвердили высокую репутацию ансамбля.
По возвращении ансамбль выступил с концертом на фестивале искусств «60 параллель» в Сургуте, дал традиционный шефский концерт в детском ортопедическом центре им. Турнера в Пушкино и Государственной Академической Капелле Санкт-Петербурга.
В сентябре - октябре 2017 года ансамбль совершил триумфальные гастроли по столицам Латиноамериканских стран: Уругвая, Перу, Панамы, Коста-Рики, Колумбии, а также в Москве, по городам «Золотого кольца» Ярославле, Рыбинске и Санкт-Петербурге. В Вологде «Виртуозы Якутии» приняли участие в VII Международном музыкальном Гаврилинском фестивале.
2018 год прошел под эгидой музыкального фестиваля «70 лет Станиславу Афанасенко» - руководителя ансамбля. В апреле «Виртуозы Якутии» осуществили гастрольный тур в Южную Корею, где за 8 дней дали 6 концертов, имевших грандиозный успех у взыскательной корейской публики
14 ноября 2018 года сольным концертом по программе абонемента «Классика – джаз – классика» в Малом зале Санкт-Петербургской филармонии на Невском проспекте, при полном аншлаге, ансамбль открыл VII Санкт-Петербургский Международный Культурный Форум.
А 19 ноября выступил в Большом зале Московской консерватории им. П.И. Чайковского.
В 2019 году, продолжая расширять географию своих гастролей, ансамбль с большим успехом выступал в Мексике, США (11 концертов) и Южной Корее (13 концертов).
1 сентября в Санкт-Петербурге на стадионе «Газпром-Арена» ансамбль принял участие во всероссийской акции. Гимн России был исполнен рекордным по численности более 8 тысяч музыкантов ,что было официально зарегистрировано в Книге Рекордов Гиннесса.
В составе ансамбля 12 молодых скрипачей. Их имена можно видеть среди победителей Международных юношеских конкурсов «Скрипка Севера» в Якутске (2005г, 2009г., 2013г., 2017г.), международных конкурсов в Венгрии (2005г.), Украине (2005г.), Франции (2006г.), Италии (2007г.), Международного юношеского конкурса «Родина Чайковского» в Ижевске (2006 г.), Международного юношеского конкурса «Новые имена» в Москве (2008 г.), Всероссийских Дельфийских игр в Самаре (2009 г.) и Международных Дельфийских игр в Ереване (2010г.), Международного скрипичного фестиваля-конкурса «Ауэр. Наследие» в Санкт-Петербурге (2018г.).
         Руководят ансамблем заслуженный деятель искусств Российской Федерации, заслуженная артистка Республики Саха (Якутия), профессор Лариса Иннокентьевна Габышева и заслуженный деятель искусств Российской Федерации и Республики Саха (Якутия), профессор Станислав Максимович Афанасенко, концертмейстер заслуженная артистка Республики Саха (Якутия) Надежда Николаевна Петрова.